# Ommatius upertelus
Ommatius upertelus är en tvåvingeart som beskrevs av H. Oldroyd 1960. Ommatius upertelus ingår i släktet Ommatius och familjen rovflugor.
Artens utbredningsområde är Madagaskar. Inga underarter finns listade i Catalogue of Life.